# Nepean Island
Nepean Island – mała niezamieszkana wyspa, położona ok. 1 km na południe od wybrzeży wyspy Norfolk w południowo-zachodniej części Oceanu Spokojnego. Wyspa została nazwana w 1788 przez Philipa Gidleya Kinga na cześć brytyjskiego polityka Evana Nepeana. Wyspa Nepean jest częścią australijskiego terytorium Norfolk i wchodzi w skład obszaru chronionego Norfolk Island National Park.